# 红尘依莎
《红尘依莎》（羅馬化：E-Sa）是一部由Exact & Scenario制作，继1982年泰国第9电视台，1988年泰国第7电视台以及1998年泰国第7电视台后四度改编自泰国小说《伊莎》的泰国古装爱情剧。此剧由汕·西里乔执导，西里鲁克斯·斯里苏康（Sirilux Srisukon）编剧，沃拉娜特·旺萨莞、纳瓦·君拉纳拉、辛扎伊·本班尼、巴迪潘·巴塔卫刚主演，2013年12月12日起至2014年4月23日，每周四至周五在泰国第5电视台首播。

## 演员阵容
- 沃拉娜特·旺萨莞 饰演 伊莎 / 乌莎（E-sa / Usawadee）
- 纳瓦·君拉纳拉 饰演 宋萨（Somsak）
- 辛扎伊·本班尼 饰演 蒙萍（Prim）
- 巴迪潘·巴塔卫刚 饰演 帕坦（Pratarn）
- 莫茶诺·欣彩萍翩 饰演 素琵（Sopit Pilai）
- 米提隆·班栓 饰演 拉维（Rawee Chuangchod）
- 那·特哈沙丁·那·阿育他亚 饰演 涩吉（Seki），日本人
- 潘缇娜·维·班秀理维塔那措 饰演 Jaisawang
- 邓发·克里莎娜育 饰演 Sopha Panwadee
- 普塔内·宏玛诺博 饰演 Santana
- 莎高彩·朋莎瓦德 饰演 Wipha
- 玛郁琳·彭普潘 饰演 Suppalak / Rong
- 拉查侬·素帕格 饰演 Visanu
- 芃瑟蓉·柔伊露恩 饰演 Jui（少女）
- 帕兰达·缇塔瓦西娜 饰演 Siri Pannarai / Jim（少女）
- 斯棠·潘普 饰演 Duangjai
- 芝娜拉迪·安努彭芘彩 饰演 Siri Pannarai / Jim（童年）

## 制作
- 2013年7月25日，剧组正式开机。[5]